# Tanit
Tanit (TNT en inscripcions fenícies i púniques) és una divinitat lunar i la deessa púnica de la fertilitat, muller de Baal-Hammon i dea protectora de Cartago. També és anomenada Thanit o Tinnit. El seu sobrenom és «cara de Baal» i a l'època romana va ser assimilada a la verge Caelestis. Com a senyora de la fertilitat, rebia el nom de Nutrix (dida). Els seus símbols són la magrana, la figa, l'espiga, i el colom com a símbol animal. El seu símbol més destacable és el signe de Tanit: un triangle travessat per dalt per una barra horitzontal i coronat per una rodona. A la mare pàtria de Fenícia, emperò, no s'hi ha demostrat la presència del nom Tanit.
Originalment, era una dea menor i, al segle V aC, el déu Melcart i la dea Astarte van substituir Tanit i el marit Baal-Hammon com a principals déus dels cartaginesos. Tanit va ofrenar alguns dels seus fills immolant-los al foc (vegeu Moloc).

## Culte
Es va venerar Tanit a l'àrea d'influència púnica de l'oest del Mediterrani, des de Malta fins a Cadis, durant l'època hel·lenística. Del segle v aC en endavant, el culte a Tanit s'associa al de Baal-Hammon, per la qual cosa va rebre l'epítet de pene baal (cara de Baal) i el títol de rabat, femení de rab (sobirà, governador). Al nord d'Àfrica, on les inscripcions i altres materials són més nombrosos, Tanit va ser també la dea celestial de la guerra, una dea mare virginal (no casada) i dida i, menys específicament, un símbol de fertilitat, com altres divinitats femenines. Hi ha diverses dees gregues que s'identifiquen amb Tanit per la sincrètica interpretatio graeca, que reconeix com a divinitats gregues amb realitzacions foranes divinitats de la major part de les cultures no hel·lèniques.
El santuari excavat a Sarepta, al sud de Fenícia, revela una inscripció que la identifica per primera vegada a la seva terra original i la relaciona segurament amb la dea fenícia Astarte (Ishtar).

## Culte a Eivissa
El culte a Tanit es va mantenir fortament arrelat a l'illa d'Eivissa, on la dea va ser adorada fins a la cristianització, al segle ii. A Eivissa, és on més estàtues de la dea s'han trobat, la més coneguda de les quals és la de la cova des Culleram, a Sant Vicent de sa Cala.
Els fenicis van portar-hi el culte abans de l'any 654 aC en el seu camí cap a Gadir, l'actual Cadis. Eivissa era un bon lloc per a fondejar les naus, per la qual cosa colons procedents de Gadir s'hi van establir i van generar una economia pròpia que comerciava amb els pobles de la costa peninsular propera. El 1907, es va descobrir el santuari rupestre des Culleram, on els fidels dipositaven terracotes votives a Tanit i a altres divinitats i li feien sacrificis d'animals. Les terracotes estaven pintades i representaven un bust alat de la dea delimitat per flors de lotus, un disc solar o una mitja lluna.

## Sacrifici d'infants
Els orígens de Tanit es poden trobar al panteó de la ciutat d'Ugarit, especialment en la dea ugarítica Anat, la qual menjava sang i carn. És una prova significativa, tot i que discutida, que es troba tant en restes arqueològiques com en antics textos escrits, i que apunta que el sacrifici d'infants formava part del culte de Tanit i de Baal-Hammon. Les descobertes arqueològiques a Cartago han confirmat que el sacrifici d'infants formava part del culte a Tanit. Aquest ritu es va dur a terme fins als temps de l'emperador Tiberi, segons Tertul·lià, escriptor cristià nord-africà.Els orígens de Tanit es poden trobar al panteó de la ciutat d'Ugarit, especialment en la dea ugarítica Anat, la qual menjava sang i carn. És una prova significativa, tot i que discutida, que es troba tant en restes arqueològiques com en antics textos escrits, i que apunta que el sacrifici d'infants formava part del culte de Tanit i de Baal-Hammon. Les descobertes arqueològiques a Cartago han confirmat que el sacrifici d'infants formava part del culte a Tanit. Aquest ritu es va dur a terme fins als temps de l'emperador Tiberi, segons Tertul·lià, escriptor cristià nord-africà.

## Altres cultes
Molt després de la caiguda de Cartago, es va venerar encara Tanit al nord d'Àfrica amb el nom llatí de Juno Caelestis, a causa de la identificació amb la dea romana Juno. També es va identificar amb la dea grega de la caça i la fertilitat, Àrtemis.
Els antics amazics del nord d'Àfrica també en van adoptar el culte. En llenguatge egipci, el seu nom significa Terra de Neith; Neith és una dea de la guerra. El seu símbol, trobat en moltes inscripcions antigues en pedra, és un trapezi tancat per una línia horitzontal superior i amb un cercle al capdamunt: el braç horitzontal acaba sovint per dues línies curtes que pugen cap amunt en angle recte o amb ganxos. Més tard, el trapezi és reemplaçat sovint per un triangle isòsceles. El professor danès de filologia semítica, Hvidberg-Hansen, interpreta el símbol com una dona amb les mans amunt; també apunta que, de vegades, es representa Tanit amb un cap de lleó per mostrar la seva qualitat guerrera.
El culte a Tanit s'estén més enllà de l'àmbit mediterrani i va arribar fins i tot a les Illes Canàries (tot i que els aborígens d'aquestes illes eren d'origen amazic i sí que se sap, en canvi, que els púnics coneixien aquest arxipèlag), l'actual religió neopagana anomenada Església del Poble Guanche utilitza el símbol de les dea Tanit per a representar aquest nou culte. Això és degut al fet que els seus fidels creuen en el concepte de la Dea Mare, venerada a través dels segles i amb diferents noms. Tanit també està inclosa en aquest culte, ja que representa per a aquesta religió (igual que totes les altres dees) una advocació de la dea guanxe Chaxiraxi, que era venerada a l'illa de Tenerife. Tampoc no es descarta la possibilitat que la dea Chaxiraxi fóra, de fet, la mateixa dea Tanit amb diferent nom i atributs, a causa de l'esmentat origen amazic dels antics aborígens canaris.